# Croix-Pâquet
Croix-Pâquet – stacja metra w Lyonie, na linii C. Stacja została otwarta 2 maja 1978.